# Dave Fultz
Dave Fultz (ur. 12 sierpnia 1921 w Chicago, zm. 25 lipca 2002 tamże) – amerykański meteorolog, prowadził podstawowe badania dynamiki atmosfery za pomocą metod opartych na obserwacji przepływów w obracającej się i podgrzewanej cieczy (eksperymenty w miednicy).  Te analogowe, laboratoryjne, metody stosowane były głównie zanim nastąpił gwałtowny rozwój metod numerycznych ogólnej cyrkulacji atmosfery.

## Wykształcenie i praca
Pracę na Uniwersytecie w Chicago rozpoczął w 1946. W 1947 uzyskał doktorat z meteorologii. Profesurę otrzymał w 1960. Jego promotorem był Carl-Gustaf Rossby. W 1967 zdobył najwyższe odznaczenie Amerykańskiego Towarzystwa Meteorologicznego. Od 1975 był członkiem Amerykańskiej Akademii Nauk (ang. National Academy of Sciences).